# Kubung
Kubung – wieś w Botswanie w dystrykcie Kweneng. Według spisu ludności z 2011 roku wieś liczyła 881 mieszkańców.